# S.T.A.L.K.E.R.: Shadow of Chernobyl
S.T.A.L.K.E.R.: Shadow of Chernobyl (precedentemente conosciuto come S.T.A.L.K.E.R.: Oblivion Lost) è uno sparatutto in prima persona ambientato in uno scenario futuristico post-apocalittico in seguito a un secondo disastroso incidente nucleare a Černobyl'.
Il gioco, che riprende l'omonimo film Stalker (1979) di Andrej Tarkovskij, è stato sviluppato dalla software house ucraina GSC Game World, ed è stato pubblicato per Windows il 20 marzo 2007 (il 23 marzo in Europa) dopo oltre 5 anni di sviluppo e numerose smentite e ritardi.
Un secondo capitolo, intitolato S.T.A.L.K.E.R.: Clear Sky, cronologicamente ambientato prima degli eventi di Shadow of Chernobyl, è uscito nel settembre 2008; mentre il terzo capitolo, S.T.A.L.K.E.R.: Call of Pripyat, è uscito il 2 ottobre 2009 (25 febbraio 2010 in Europa) ed è ambientato dopo.

## Trama
Nel 2006, avviene una seconda, misteriosa, esplosione a Černobyl'. Quest'ultima causa cambiamenti inspiegabili nell'area circostante, determinando stravolgimenti delle leggi fisiche, morti inspiegabili, anomalie radioattive e di origine sconosciuta.
Denominata Zona, quest'area contaminata viene presidiata da numerose guarnigioni militari, che mirano ad isolarla e proteggerla da occhi indiscreti. Solo gli STALKER (acronimo di scavengers, sciacalli, trespassers, trasgressori, adventurers, avventurieri, loners, solitari, killers, assassini, explorers, esploratori e robbers, rapinatori) osano infrangere questo cordone di sicurezza, alla costante ricerca di reperti da portare nel "grande mondo", in cambio di compensi sempre più esigui a mano che la zona si popola di cacciatori di tesori.
Nel 2012 il giocatore verrà trasportato nei panni del Marchiato, uno stalker che ha perso la memoria in seguito ad un incidente stradale. Questi infatti, nell'introduzione del gioco, si trovava su un camion della morte, uno dei veicoli che viaggiano all'interno della Zona e trasportano cadaveri. Uno di questi corpi però è ancora in vita e si tratta proprio del protagonista che, dopo l'incidente occorso al veicolo a causa di un fulmine, viene salvato da un altro stalker e portato da Sidorovich, un trafficante del luogo.
Al risveglio il protagonista non ricorderà più nulla del suo passato, ma troverà sul suo palmare una missione ancora da svolgere, dal titolo: «Uccidi Strelok». Il personaggio principale deve il suo nome dal marchio che porta sul braccio e che lo riconosce come uno stalker. Il Marchiato non ha nessuna informazione riguardo a Strelok così, accordandosi con Sidorovich in cambio di certi favori, il trafficante scoprirà informazioni per lui.
Dopo varie peripezie, Sidorovich dirà al Marchiato che Strelok è un professionista, uno dei pochi che si è aperto una strada a nord, per il centro della zona, un luogo inesplorato in cui i reperti sono rari ed inestimabili ed i pericoli superano in gran lunga quelli presenti nella periferia della zona. Ora il Marchiato si ritroverà con una missione da svolgere: dirigersi a nord, nel cuore della centrale di Chernobyl, per scoprire il proprio passato e uccidere Strelok. La trama si può sviluppare in diversi modi giungendo così a 7 finali diversi, dei quali 5 falsi (ovvero che non completano la trama) e 2 veri (che invece la completano).

## Modalità di gioco
Questo videogioco si differenzia dagli sparatutto convenzionali per il modo in cui integra nel proprio gameplay elementi da gioco di ruolo.
Il giocatore, innanzi tutto, gode di una considerevole libertà d'azione durante i suoi pellegrinaggi attraverso l'area di gioco (composta di 30 km quadrati). È necessario sopravvivere in un ambiente ostile, dovrà far fronte alla fame, ai danni procuratigli dalle radiazioni o da altre anomalie ed alle emorragie procurategli dagli scontri. Non sarà possibile raccogliere e trasportare tutte le armi e gli oggetti che si trovano lungo il nostro cammino, ma si è costretti a gestire un inventario basato sul peso degli oggetti. Inoltre Marchiato può modificare le proprie armi, trovarne di nuove (e a volte uniche) addosso ai cadaveri dei nemici abbattuti, utilizzare armature e tute protettive che, tra l'altro, possono integrare visori notturni. Un'altra caratteristica che accomuna questo titolo ai giochi di ruolo è la possibilità di commerciare: il giocatore può vendere, comprare o scambiare diverse tipologie di oggetti con tutti i personaggi amici o con allineamento neutrale. Esistono delle limitazioni ben definite: gli altri stalker hanno un quantitativo di denaro (rubli) limitato ed inoltre commerciano solo artefatti, medicinali, cibo e parti di animali, ma non armi e munizioni. Queste ultime sono trattate solo dai trafficanti: Sidorovich (nella zona "Cordon"), il Barista (nella zona "Bar") e il professor Sakharov (nel laboratorio mobile a "Yantar"). Questi personaggi (situati in zone dove non è consentito utilizzare armi) sono fulcri all'interno del gioco: assegnano le missioni più importanti e lucrose, vendono armi e munizioni, possono comprare dal giocatore quasi tutti gli oggetti nel gioco con una spesa massima praticamente illimitata. Da non dimenticare la possibilità di recuperare dai cadaveri eventuali informazioni "salvate" nei loro palmari, le quali consentono di individuare e recuperare bottini e oggetti accuratamente nascosti, visualizzandoli sulla mappa o sul radar con un apposito simbolo.

### Inventario e arsenale
Come in tutti gli sparatutto tradizionali, anche in S.T.A.L.K.E.R. il giocatore affronterà scontri a fuoco fin dalle prime fasi di gioco e per farlo si potranno utilizzare un vasto quantitativo di armi "reali" e di modifiche: di base esistono 24 modelli di armi da fuoco leggere, 2 tipi di granate a mano e 4 lanciagranate (2 modulari da attaccare ad altri fucili, uno stand-alone a tamburo e un lancia razzi) e il fucile ad energia "Gauss". Ogni arma ha delle statistiche proprie (danno, precisione, rinculo e portata), uno stato (in quanto ogni arma si degrada utilizzandola, fino a diventare totalmente inutilizzabile), un determinato valore economico (che, in caso di vendita, verrà modificato in base allo stato dell'arma) e un peso, che terrà conto delle modifiche montate sull'arma e anche del quantitativo di munizioni in essa caricate. Come detto in precedenza, tutte le armi, eccetto il "Gauss", sono realmente esistenti, ma per motivi di copyright hanno tutte nomi di fantasia, i quali riportano, almeno in parte, il nome delle controparti reali. Le armi possono essere suddivise in quattro categorie di base:

#### Armi da corpo a corpo
Ne esiste solo una: un coltello da combattimento. Quest'arma, che non può essere venduta o gettata via, non è visibile nell'inventario e non grava nel peso complessivo dell'equipaggiamento.

#### Armi secondarie
In questa categoria rientrano le pistole. Nel gioco è possibile reperire sette pistole semiautomatiche, più altri quattro modelli unici e un modello (la Beretta 92FS, rinominata però "Martha") teoricamente "standard", ma non aggiornato rispetto alle variazioni effettuate dalla programmazione della precedente versione di gioco "Oblivion Lost" e inserito (o forse solo dimenticato) nell'inventario di un solo personaggio non giocante nella campagna per giocatore singolo. A causa di ciò quest'arma ha una potenza superiore a tutte le altre armi, nonostante utilizzi munizioni da 9x19 MM, tutto sommato però non è molto affidabile a causa dei frequenti inceppamenti.

#### Armi primarie
In questa categoria rientrano tutte le armi lunghe del gioco: tra queste spiccano i fucili d'assalto (sono presenti nove modelli base più altri otto unici) per la loro versatilità e diffusione, e molti sono migliorabili con l'aggiunta di lanciagranate, ottiche e silenziatori. Si aggiunge a questi la MP5-A1, unica vera pistola mitragliatrice implementata nel gioco (affiancata da due varianti uniche) e da tre modelli di fucile a canna liscia con due varianti uniche. Più rari, ma estremamente efficaci, sono i fucili di precisione: i tre modelli presenti in gioco sono tutti di origine russa. Benché non reale, il fucile "Gauss" è assimilabile ai fucili da cecchino per utilizzo e caratteristiche. Le armi più potenti sono sicuramente il lanciagranate semiautomatico RG-6 (rinominato in gioco come "Bulldog 6") e il lanciarazzi RPG-7, ma sono di difficile utilizzo a causa del loro peso e dell'esiguo quantitativo di munizioni reperibile nel gioco.

#### Granate
Le granate sono piuttosto diffuse all'interno del gioco. In giocatore singolo è possibile reperire i modelli di tipo a frammentazione RGD-5 e le più vecchie e potenti F1 (note anche come RGD-1). In multiplayer è disponibile anche il modello fumogeno OG-5.

## Ispirazione
Varie caratteristiche del gioco sono esplicitamente ispirate al film Stalker di Andrej Tarkovskij, in particolare il fatto che in S.T.A.L.K.E.R. si proceda attraverso le "anomalie" con l'uso di bulloni, così come lo Stalker faceva nel film. Inoltre l'aspetto del giocatore in S.T.A.L.K.E.R. è quasi identico a quello di Aleksandr Kajdanovskij, l'attore che impersonava lo stalker nel film.